# Newington (Geòrgia)
Newington és una població dels Estats Units a l'estat de Geòrgia. Segons el cens del 2000 tenia 322 habitants.

## Demografia
Segons el cens del 2000, Newington tenia 322 habitants, 137 habitatges, i 89 famílies. La densitat de població era de 151,6 habitants/km².
Dels 137 habitatges en un 26,3% hi vivien nens de menys de 18 anys, en un 46,7% hi vivien parelles casades, en un 15,3% dones solteres, i en un 35% no eren unitats familiars. En el 32,1% dels habitatges hi vivien persones soles l'11,7% de les quals corresponia a persones de 65 anys o més que vivien soles. El nombre mitjà de persones vivint en cada habitatge era de 2,35 i el nombre mitjà de persones que vivien en cada família era de 2,98.
Per edats la població es repartia de la següent manera: un 23,9% tenia menys de 18 anys, un 10,6% entre 18 i 24, un 23,6% entre 25 i 44, un 23% de 45 a 60 i un 18,9% 65 anys o més.
L'edat mediana era de 39 anys. Per cada 100 dones de 18 o més anys hi havia 81,5 homes.
La renda mediana per habitatge era de 22.750 $ i la renda mediana per família de 23.125 $. Els homes tenien una renda mediana de 27.917 $ mentre que les dones 19.000 $. La renda per capita de la població era d'11.326 $. Entorn del 25,2% de les famílies i el 33,3% de la població estaven per davall del llindar de pobresa.

## Poblacions més properes
El següent diagrama mostra les poblacions més properes.